# Anosia pseudopetilea
Anosia pseudopetilea är en fjärilsart som beskrevs av Kalis 1933. Anosia pseudopetilea ingår i släktet Anosia och familjen praktfjärilar. Inga underarter finns listade i Catalogue of Life.